# Susan Price
Susan Price, född 1955 i Dudley i dåvarande Worcestershire, är en brittisk författare av ungdomslitteratur samt barnböcker. 
Många av Prices verk är fantasy, från science fiction till spökhistorier. En del är historiska romaner; andra handlar om djur eller vardagslivet. Många av hennes noveller är återberättelser av folksagor.
En av hennes mest hyllade romaner är The Sterkarm Handshake och dess uppföljare A Sterkarm Kiss där en tidsresa leder till en konflikt mellan människor från 2000-talet och människor från 1500-talet. Pagan Mars-trilogin utspelar sig i en vetenskapligt avancerad alternativ värld där hedniska gudar fortfarande tillbeds och slaveri är vanligt.

### Ungdomsromaner
- Twopence a Tub (1975)
- Sticks and Stones (1976)
- Home from Home (1977)
- Christopher Uptake (1981)
- From Where I Stand (1984)
- The Ghost World Sequence: Ghost Drum (1987), Ghost Song (1992); Ghost Dance (1993)
- Foiling the Dragon (1994)
- Elfgift (1995), sv. Alvprinsen 1998
- Elfking (1996), sv. Alvkungen 1999
- Sterkarm: The Sterkarm Handshake; A Sterkarm Kiss (2003)
- The Ghost Wife (1999)
- Wolf Sisters (2001)
- The Bearwood Witch (2001)
- The Pagan Mars Trilogy: Odin's Voice (2005); Odin's Queen (2006); Odin's Son (2008)
- Feasting the Wolf (2007)

### Barnböcker
- The Devil's Piper (1973)
- In a Nutshell (1983)
- Odin's Monster (1986)
- Master Thomas Katt (1988)
- The Bone Dog (1989)
- Phantom from the Past (1989)
- A Feasting of Trolls (1990)
- Thunderpumps (1990)
- Knocking Jack (1992)
- Coming Down To Earth (1994)
- A True Spell and a Dangerous (1998)
- The Saga of Aslak (1997)
- Pedro (Piccadilly Pips) (1997)
- Wolf's Footprint (2003)
- Olly Spellmaker & the Sulky Smudge (2004)
- Olly Spellmaker and the Hairy Horror (2004)
- Olly Spellmaker: Elf Alert!(2005)

### Novellsamlingar
- The Carpenter and Other Stories (1981)
- Ghosts at Large (1984)
- Ghostly Tales (1987)
- Here Lies Price (1987)
- Forbidden Doors (1991)
- Head and Tales (1995)
- Hauntings (1995)
- Nightcomers (1997)
- The Story Collector (1998)
- Ghosts and Lies (1998)
- Telling Tales (1999)
- The Kings Head (2002)
- The Fraid

### Som redaktör
- Horror Stories (1988)
- The Treasury of Nursery Tales (1991)
- The Dark Side: Truly Terrifying Tales (2007)

## Priser och utmärkelser
- Carnegie Medal 1987 för The Ghost Drum